# وعلان أزرق
وعلان أزرق (الاسم العلمي:Commelina cyanea) هو نوع من النباتات يتبع جنس الوعلان من الفصيلة الوعلانية.